# Ilex suaveolens
Ilex suaveolens — вид квіткових рослин з родини падубових.

## Морфологічна характеристика
Це вічнозелене дерево 7–15 метрів заввишки. Молоді гілки коричневі, кутасті, голі. Ніжка листка 1.5–2 мм, крилата. Листова пластина в сухому стані оливкова, яйцеподібна або еліптична, 5–6.5(10) × 2–2.5(4) см, обидві поверхні голі, край рідко і дрібно городчастий, злегка загнутий, верхівка загострена, загострення трикутне. Плід червоний, вузькокулястий, ≈ 9 мм, ≈ 6 мм у діаметрі. Квітне у червні.

## Поширення
Ареал: південь і схід Китаю. Населяє вічнозелені широколисті ліси; на висотах від 600 до 1600 метрів.

## Використання
Коріння використовують для лікування розтягнення м'язів, де воно може сприяти загоєнню та полегшити біль.